# 百草路站
百草路站位于中華人民共和國四川省成都市郫都区百草路，是成都地铁2号线的地下车站，于2013年6月8日开通使用。在2号线西延线建设期间，本站曾使用工程名“外语学校站”。因为工程实际建设情况的变化，本站比设计之初向东移动约200米。

## 车站结构
百草路站是一个岛式站台车站，总长178米，总面积8597平方米。
| 地面      |                                  | 出入口                         |  |
| 地下 一层 | 站厅层                           | 安检、售票机、站内商店         |  |
| 地下 二层 |                                  | 2号线列车往犀浦方向 （天河路） |  |
| 地下 二层 | 岛式站台，左边车门将会开启       |                                |  |
| 地下 二层 | 2号线列车往龙泉驿方向 （金周路） |                                |  |

## 出入口信息
本站目前开放3个出入口。
| 出口编号 | 设施         | 地点           | 可到达目的地                          |
| -------- | ------------ | -------------- | ------------------------------------- |
|          |              |                |                                       |
|          | 无障碍卫生间 | 百草路、天目路 | 保利·香槟国际、电子科技大学西区科技园 |
| 出口 · C |              | 百草路、金粮路 | 成都外国语学校                        |
| 出口 · D | 无障碍电梯   | 百草路、和心路 | 成都外国语学校                        |

## 大事记
- 2011年4月8日，主体结构封顶[6]；
- 2013年6月8日，正式启用[2]。